# Veľká Kamenistá
Veľká Kamenistá (polsky Kamienista je dvouvrcholová hora v Západních Tatrách. Nachází se na hlavním hřebeni Západních Tater, na slovensko-polské hranici, asi 2 km východně od nejvyššího vrcholu Západních Tater Bystré a 6 km severo-severozápadně od obce Podbanské. Vyšší z vrcholů má výšku 2127 m n. m. a leží na slovenském území a nižší má výšku 2122 m n. m. a leží na slovensko-polské hranici. S prominencí 335 metrů patří mezi 10 nejprominentnějších vrcholů celých Tater.

## Turistika
Na horu je z důvodů ochrany přírody zakázaný přístup, nevede sem žádná značená cesta. Slovenská strana hory je součástí Národně přírodní rezervace Tichá dolina, polská strana patří do Obszar ochrony ścisłej (přísná rezervace) „Pyszna, Tomanowa, Pisana”.

## Galerie

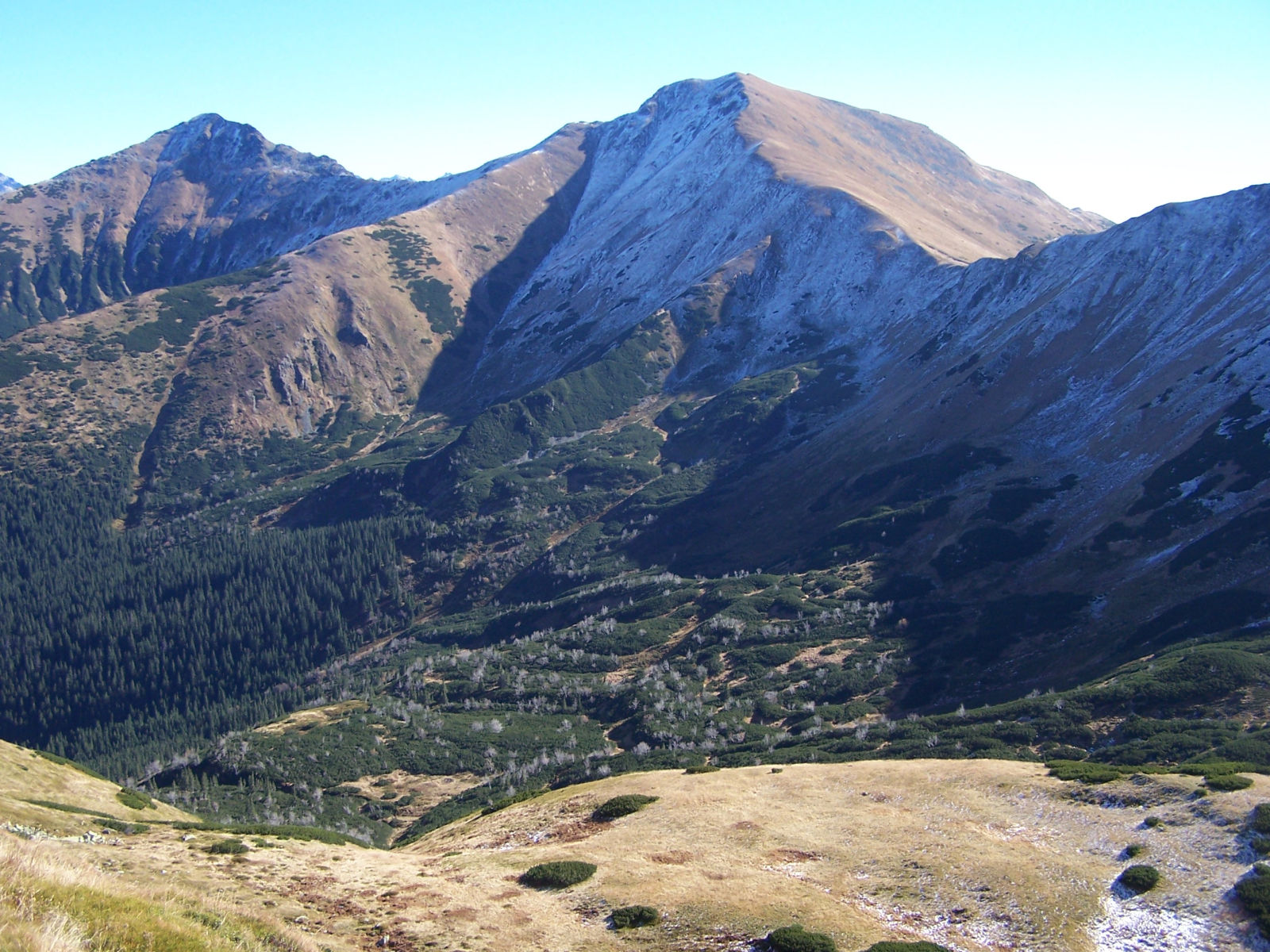
Veľká Kamenistá a za ní Smrečiny

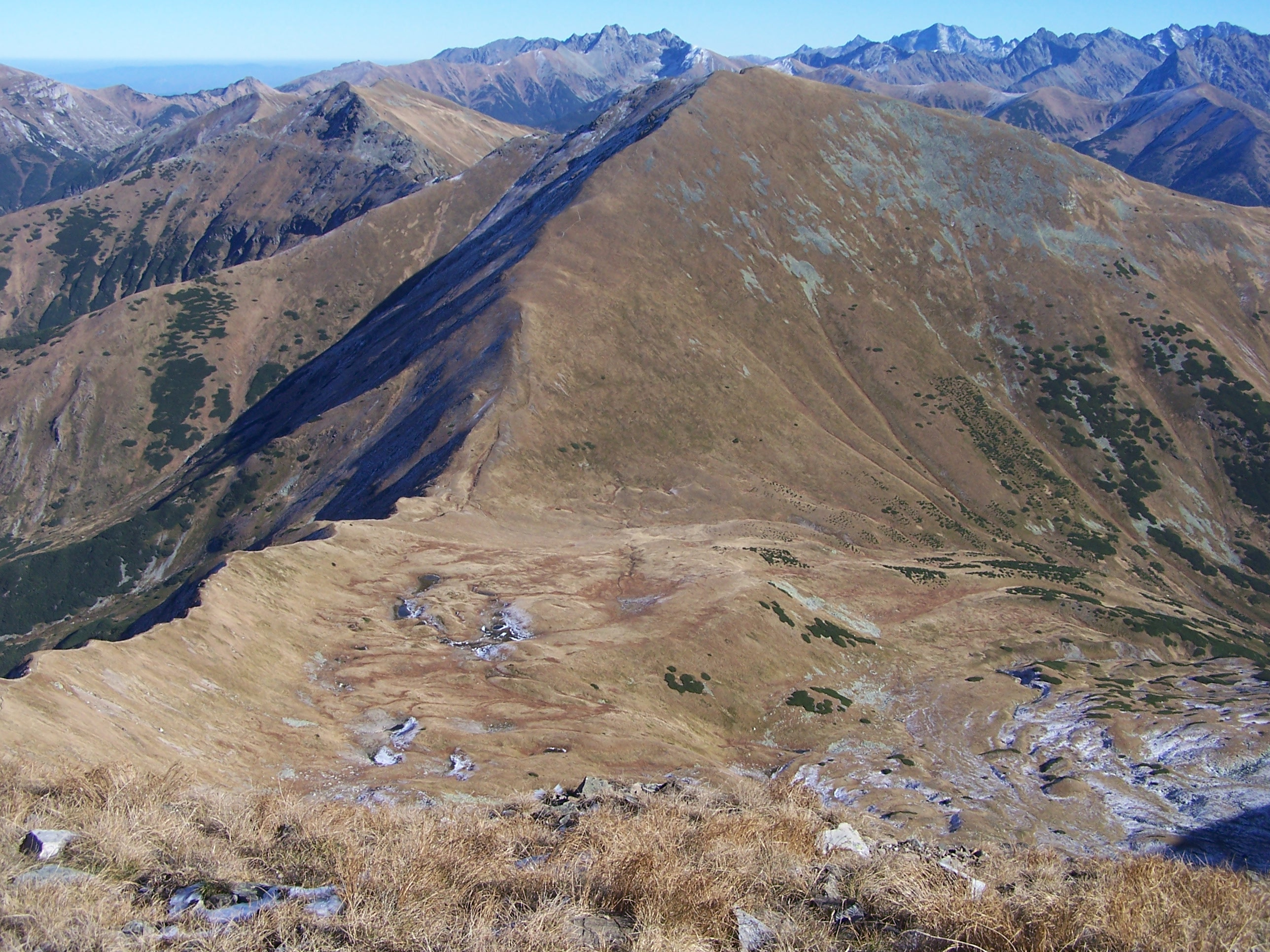
Veľká Kamenistá a Pyšné sedlo

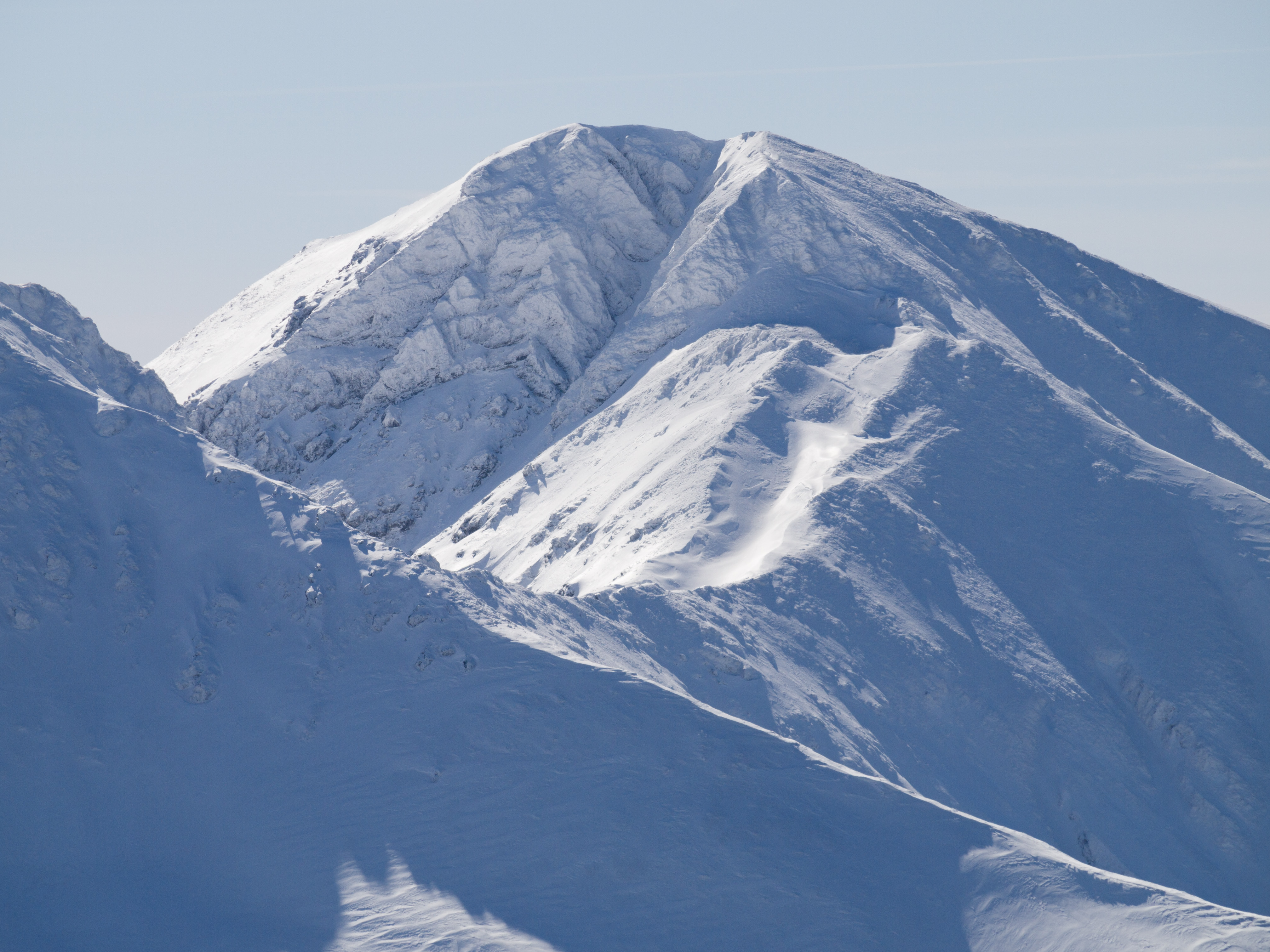
Veľká Kamenistá v zimě